# Basel-Gundeldingen
Gundeldingen (Baseldeutsch: [ˈɡʊndə̆lˌdɪŋə], lokal auch Gundeli ([ˈɡʊndəlɪ]) genannt) ist ein Quartier im Süden der Schweizer Stadt Basel mit etwa 18'000 Einwohnern. Es ist nach dem Landgut/Schlösschen Gundeldingen benannt. Es grenzt im Norden beim Bahnhofareal an den Stadtteil Am Ring, im Osten an den Stadtteil St. Alban (Reinacherstrasse), im Süden an den Stadtteil Bruderholz und die Gemeinde Binningen (Gundeldingerstrasse) sowie im Westen an den Stadtteil Bachletten (Fluss Birsig).
Im Gegensatz zum übrigen Stadtgebiet fällt die amerikanischen Vorbildern nachempfundene, fast schachbrettartige Struktur mit ihren parallelen Strassenzügen auf. Die Tatsache, dass Gundeldingen durch den Bahnhof und seine Gleisanlagen praktisch vom restlichen Stadtgebiet getrennt ist, verleiht dem Quartier  etwas den Charakter einer eigenständigen Kleinstadt.
Das Gebiet ist architektonisch einerseits von zahlreichen industriellen Bauten und Mietshäusern rund um den Bahnhof und andererseits bürgerlichen Wohnhäusern der Gründerzeit am Fuss des Bruderholz-Quartiers gekennzeichnet. Noch Ende 1920er-Jahre war das Stadtteilgebiet bedeutend grösser: Das Bruderholz-Quartier wurde erst später als eigener Stadtteil losgelöst, ein grösseres Gebiet im Osten vom heutigen Dreispitz-Areal bis zum Güterbahnhof Wolf wurde dem Stadtteil St. Alban zugeteilt; eine Grenzkorrektur wurde beim Centralbahnplatz nach dem Bau des Postbetriebsgebäudes Basel 2 vorgenommen.

## Geschichte

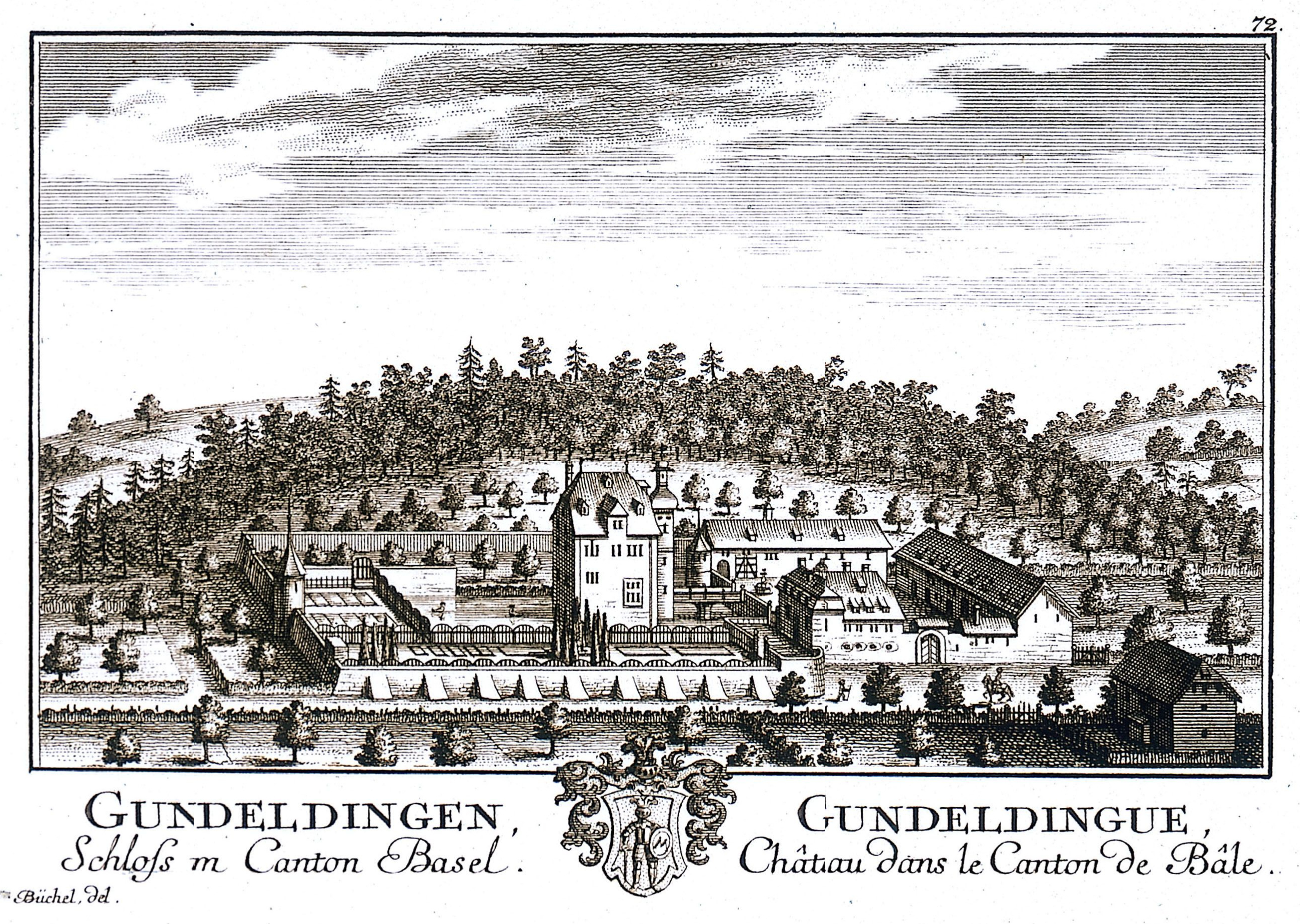
Das auch heute noch erhaltene untere mittlere Schloss Gundeldingen, Kupferdruck, 1754 («Topographie der Eidgenossenschaft»)

Die Gegend am Nordabhang des Bruderholzes, etwa einen Kilometer ausserhalb der früheren Mauern des alten Kernes der Stadt Basel, erschien bereits 1194 in den Urkunden als Cundoltingin. Da es früher zur ländlichen Umgebung Basels zählte, wurden dort im 14. und 15. Jahrhundert eine Reihe von Wasserschlössern als herrschaftliche Sitze erbaut. Die vier Gundeldinger Schlösser hiessen grosses Gundeldingen, unteres mittleres Gundeldingen, oberes mittleres Gundeldingen und vorderes Gundeldingen. Ausser dem Unteren mittleren Gundeldingen, welches heute den Namen Thomas Platter-Haus trägt und sich mitten zwischen den Quartierhäusern versteckt, und dem vorderen Gundeldingen, welches ebenfalls mitten im Wohngebiet liegt, sind all diese Schlösser mit der Zeit verschwunden.
Noch zu Beginn der zweiten Hälfte des 19. Jahrhunderts zählte das Quartier kaum 30 Häuser und lediglich einige schmale Strässchen und Feldwege, welche der landwirtschaftlichen Erschliessung dienten. Weite Obstbaumanlagen und Getreidefelder, aber auch Reb- und Kräutergärtchen bestimmten das Bild des Gundeldingerfeldes. Das Feld befand sich damals im Besitz der Stadtgemeinde Basel. Ab 1872 kaufte die Süddeutsche Immobilien-Gesellschaft, mit Segen der Stadt Basel, das 72 ha umfassende Land zwischen Bahnhof, Gundeldinger-, Margarethen- und Reinachstrasse in mehreren Tranchen auf. Die Gesellschaft hatte die Absicht, das erschlossene Land möglichst schnell wieder an Bauwillige zu verkaufen. Am 1. Juni 1874 genehmigte der Grosse Rat des Kantons Basel-Stadt den Überbauungsplan für das Quartier und innerhalb weniger Jahre wurde das ganze Gebiet grosstädtisch überbaut.
Während des Zweiten Weltkriegs wurde Basel-Gundeldingen Ziel zweier grösserer Luftangriffe alliierter Bomberstaffeln (16./17. Dezember 1940 und 4. März 1945), die ein Todesopfer und grossen Sachschaden forderten. Die Grenzlage der Stadt Basel und die unmittelbare Nachbarschaft des Quartiers zu Gleisanlagen der SBB legen eine Verwechslung mit von der Wehrmacht genutzten Bahnhöfen im Elsass oder in Südbaden nahe; immer noch geläufig ist aber die Vermutung, dass es sich beim zweiten Angriff um eine bewusste Strafaktion für Warenlieferungen der Schweiz an Nazi-Deutschland gehandelt habe.
Der älteste Neutrale Quartierverein von Basel, der Neutrale Quartierverein Gundeldingen, kurz NQVG, besteht seit 1875. Und seit dem Jahr 2001 existiert – in Basel gibt es keine Gemeindeebene – die Quartierkoordination Gundeldingen, eine Koordinationsstelle, ähnlich einem Quartiersekretariat. Sie wurde von engagierten Vertretern der Vereine im Quartier gegründet und wird ehrenamtlich geführt.

## Verkehr
Das Gundeldinger Quartier wird hauptsächlich durch die Tramlinien 15, 16 und E11 sowie die Buslinie 36 erschlossen.
Nach mehrjähriger Arbeit an der Güterstrasse wurde Ende August 2008 der Abschluss eines Umbaus der Hauptverkehrsachse gefeiert. Mit dem Umbau wurden die Trottoirs verbreitert, der Tellplatz begrünt und an verschiedenen Stellen verkehrsberuhigende Massnahmen getroffen. Im Sommerhalbjahr 2024 wurde der Tellplatz zu bestimmten Zeiten teilweise autofrei, womit die Sicherheit und Lebensqualität verbessert werden soll.

## Sport
Auf der Pruntrutermatte gibt es ein Rugbyfeld, das die Heimspielstätte des Rugbyclubs RFC Basel ist. Der Club wurde 1975 gegründet und repräsentiert die Stadt seit 2007 auf der Pruntrutermatte. Im Margarethenpark befindet sich die Kunsteisbahn St. Margarethen, die lange Zeit Heimstadion des EHC Basel vor dem Bau der St. Jakob-Arena war. Am Ostende des Margarethenparkes befindet sich die Tennisanlage des Basler Lawn Tennis Club (BLTC), welcher sich streng genommen bereits auf Boden der Baselbieter Gemeinde Binningen befindet. Des Weiteren trainiert auf Margarethenmatte das Faustballteam des Turnverein Gundeldingen. Dieser Turnverein hat neben dem Faustballteam auch eine Damen- und Männerriege, die regelmässig trainieren.

## Wohnbezirke
Gundeldingen ist in drei Wohnbezirke unterteilt:
- Margarethen (Bahnhof SBB, Winkelriedplatz, Pruntrutermatte)
- Thierstein (Bruderholzstrasse, Tellplatz, Liesbergermatte)
- Delsbergerallee (Heiliggeistkirche, Delsbergerallee)

## Gebäude und Sehenswürdigkeiten
- Bahnhof Basel SBB
- Bahnhof Basel SNCF
- Heiliggeistkirche
- Freies Theater Basel
- Meret Oppenheim Hochhaus
- Thomas-Platter-Haus
- Zwinglihaus
- Sulzer-Burckhardt-Gelände: Ehemaliges Fabrikareal der Firma Sulzer-Burckhardt mit Bars und Restaurants (Werk 8, Blinde Kuh), Kletterhalle (K7), Quartiertreff und verschiedenen sozialen Institutionen